# Poèmes Èrotiques
Poèmes Èrotiques is een compositie van de Amerikaanse componist Howard Hanson
De componist gaf zelf aan dat dit deels een programmatisch werk is; het zou een psychologische achtergrond hebben, maar dat is aan de compositie zelf niet te horen. Het zijn eigenlijk miniatuurtjes voor piano. De componist vermeldt op zijn manuscript dat er vier delen zijn; het manuscript zelf bevat er maar drie. Het is gecomponeerd toen Hanson verbleef aan het College of the Pacific, waar ook de première plaatsvond.
De drie delen zijn:
1. Peace;
2. Joy;
3. Desire.

## Bron en discografie
- Uitgave Naxos, Thomas Labé (piano)